# فنتزی رکوردز
فنتزی رکوردز (انگلیسی: Fantasy Records) شرکت نشر موسیقی آمریکایی است، که در سال ۱۹۴۹ تأسیس شد.